# Parablennius rouxi
Parablennius rouxi — є видом морських собачок, що поширений в північно-східній Атлантиці біля берегів Португалії, а також в північній частині Середземного моря. Морська субтропічна демерсальна риба, що сягає 8.0 см довжиною.